# Gustav Röhl (Politiker, 1896)
Gustav Röhl (* 4. März 1896 in Wangen im Allgäu; † 27. August 1962) war ein deutscher Kommunalpolitiker.

## Leben
Gustav Röhl erlernte den Beruf des Schlossers. Während des Ersten Weltkriegs meldete er sich als Kriegsfreiwilliger. 1921 heiratete er in Lindau. Von 1929 an war er als Arbeitsverwalter in Augsburg und Nördlingen tätig, wurde dann 1933 von den Nationalsozialisten wegen seiner politischen Überzeugung entlassen und zwei Jahre inhaftiert. Anschließend zog er zurück nach Lindau. Ab 1945 war Gustav Röhl der dortige Leiter des Arbeitsamtes. Zusammen mit seiner Frau gründete Gustav Röhl 1946 die Arbeiterwohlfahrt in Lindau.
Er war insgesamt 20 Jahre im Lindauer Stadtrat vertreten – erstmals 1925. Nach dem Zweiten Weltkrieg war Röhl drei Wahlperioden lang stellvertretender Bürgermeister bzw. Beigeordneter. Am 1. April 1961 ging er in den Ruhestand.

## Ehrungen
- Bundesverdienstkreuz
- Goldener Bürgerring der Stadt Lindau

Nach ihm wurde der Gustav-Röhl-Uferweg auf der Lindauer Insel benannt.